# Raïon de Mazyr
Le raïon de Mazyr (en biélorusse : Мазырскі раён, Mazyrski raïon) ou raïon de Mozyr (en russe : Мозырский район, Mozyrski raïon) est une subdivision de la voblast de Homiel ou Gomel, en Biélorussie. Son centre administratif est la ville de Mazyr.

## Géographie
Situé au sud-ouest de la voblast de Homiel, le raïon de Mazyr couvre une superficie de 1 600 km2. Il est limité au nord-ouest par le raïon de Petrykaw, au nord-est et à l'est par le raïon de Kalinkavitchy, au sud-est par le raïon de Narowlia, au sud par le raïon de Yelsk et à l'ouest par le raïon de Leltchytsy. Il est arrosé par la rivière Pripiat.

## Histoire
Le raïon de Mazyr et a été créé le 17 juillet 1924.

## Population

### Démographie
Les résultats des recensements de la population (*) font apparaître une forte croissance de la population jusque dans les premières années du XXIe siècle :
| 1959*  | 1970*  | 1979*   | 1989*   | 1999*   | 2009*   |
| ------ | ------ | ------- | ------- | ------- | ------- |
| 60 514 | 82 000 | 104 804 | 125 332 | 131 235 | 128 817 |

### Nationalités
Selon les résultats du recensement de 2009, la population du raïon se composait de trois nationalités principales :
- 90,11 % de Biélorusses ;
- 6,2 % de Russes ;
- 1,94 % d'Ukrainiens.

### Langues
En 2009, la langue maternelle était le biélorusse pour 56,86 % des habitants et le russe pour 39,76 %. Le biélorusse était parlé à la maison par 17,9 % de la population et le russe par 77,18 %.